# Ацзіно
Маурісіо Ернандес Гонсалес (нар.} 2 липня 1991, Несауалькойотль, Мексика), відоміший як Ацино — репер і фристайлер мексиканського репу. Він вважається одним з найрелевантніших репер-фрістайлістів з близько 20 міжнародними титулами та численними визнаннями в регіональних турнірах у різних країнах.